# 新化保生大帝宮
23°2′1.56″N 120°17′45.01″E / 23.0337667°N 120.2958361°E

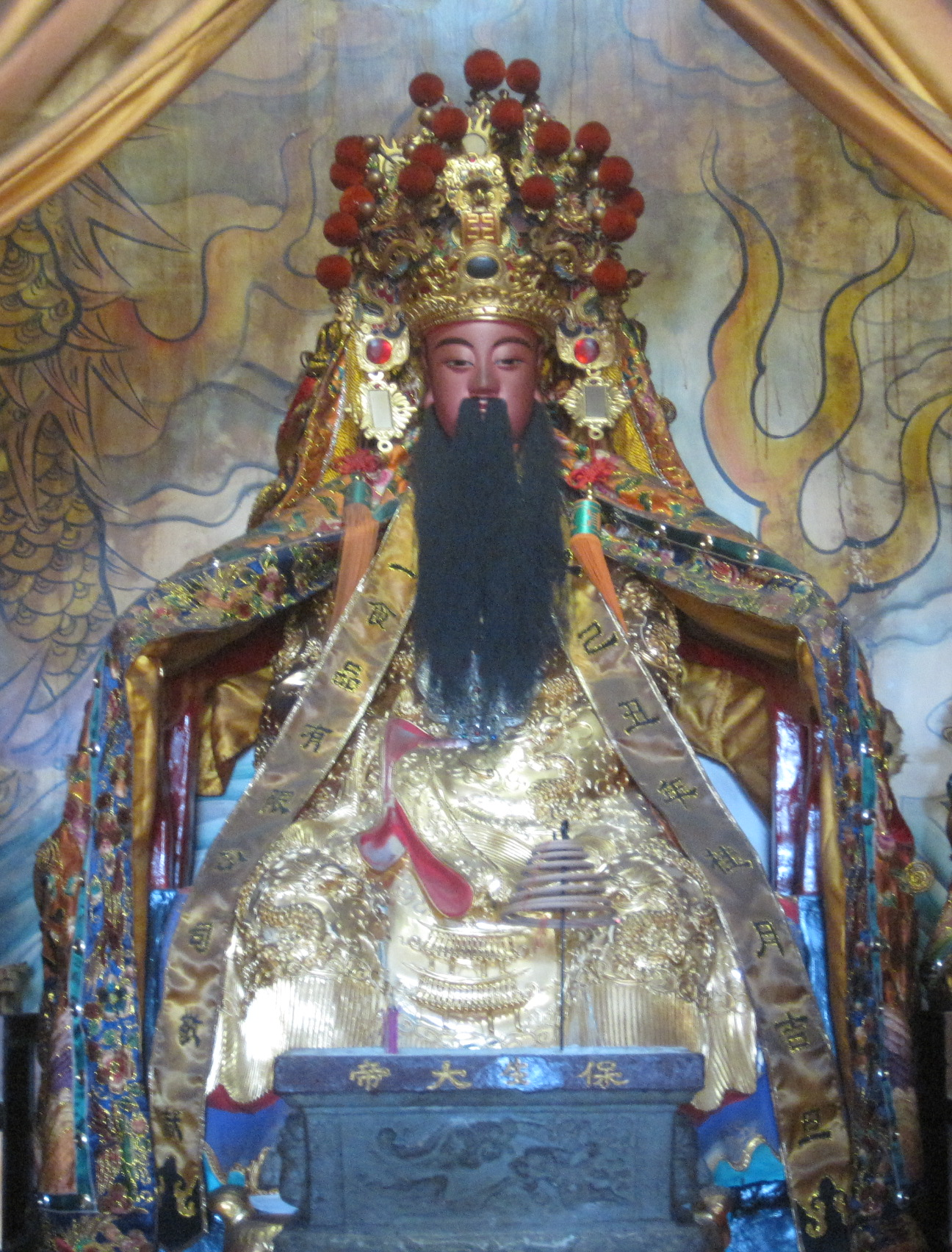
保生大帝神像

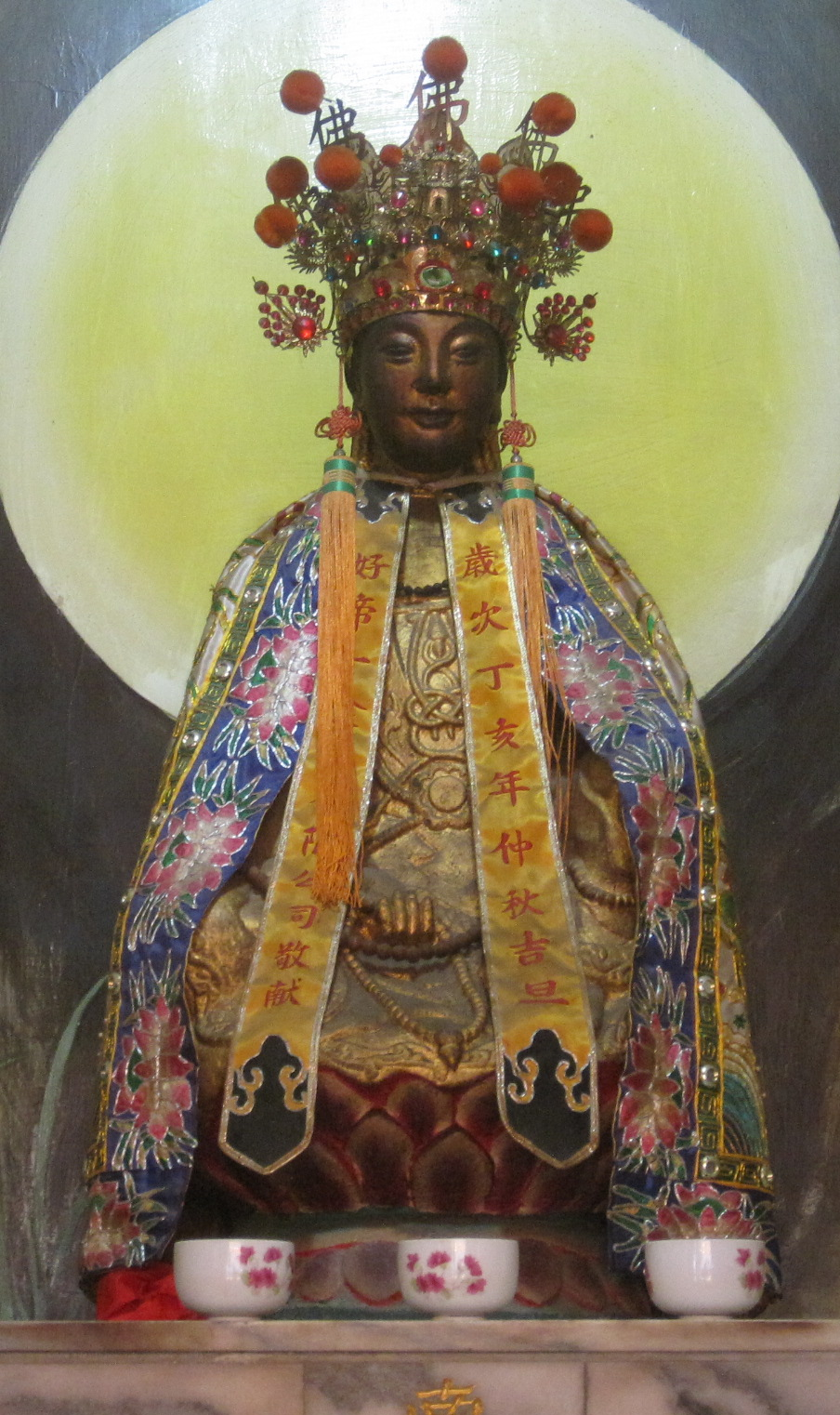
明萬曆丙辰年的觀音像

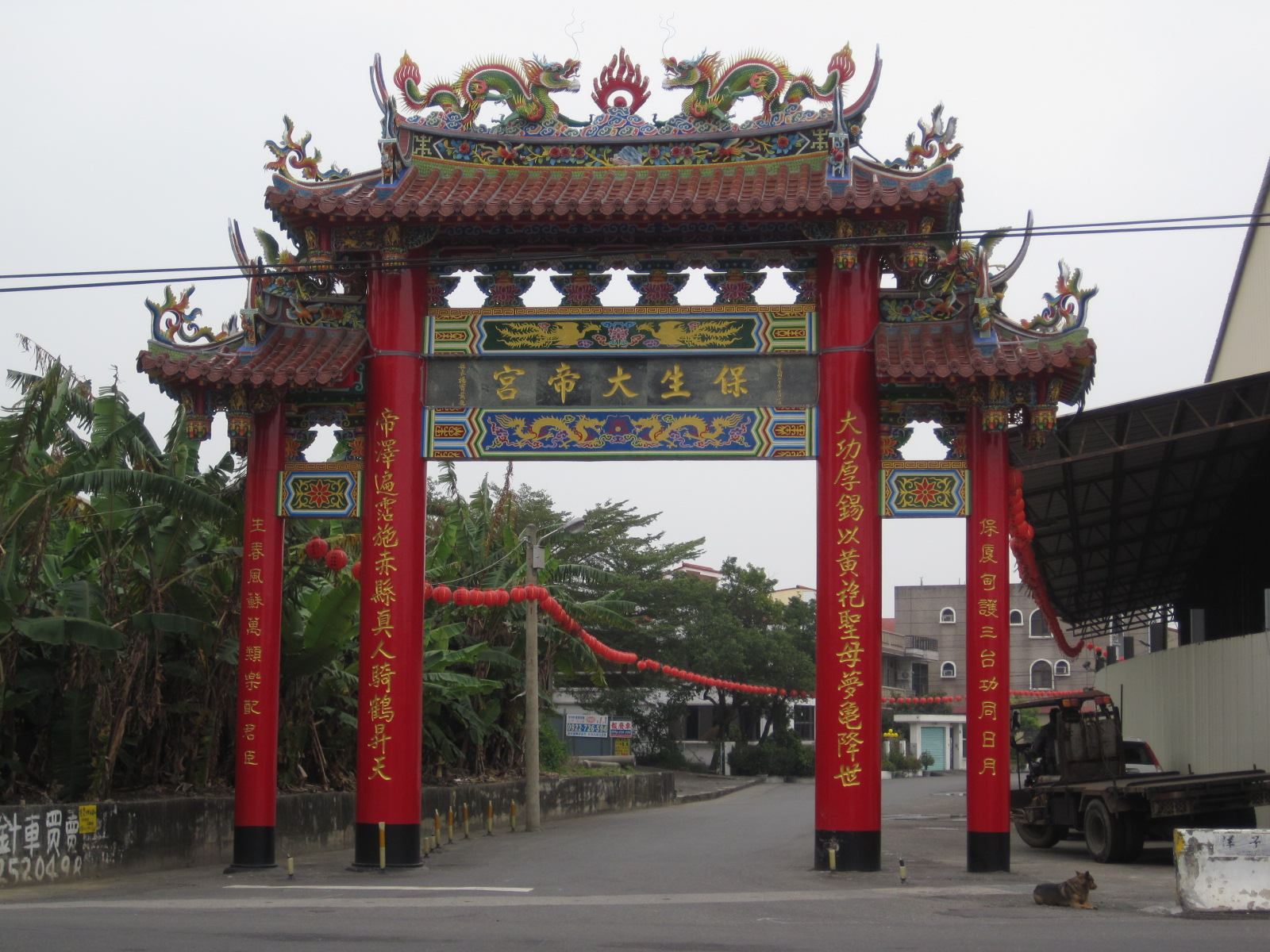
牌樓

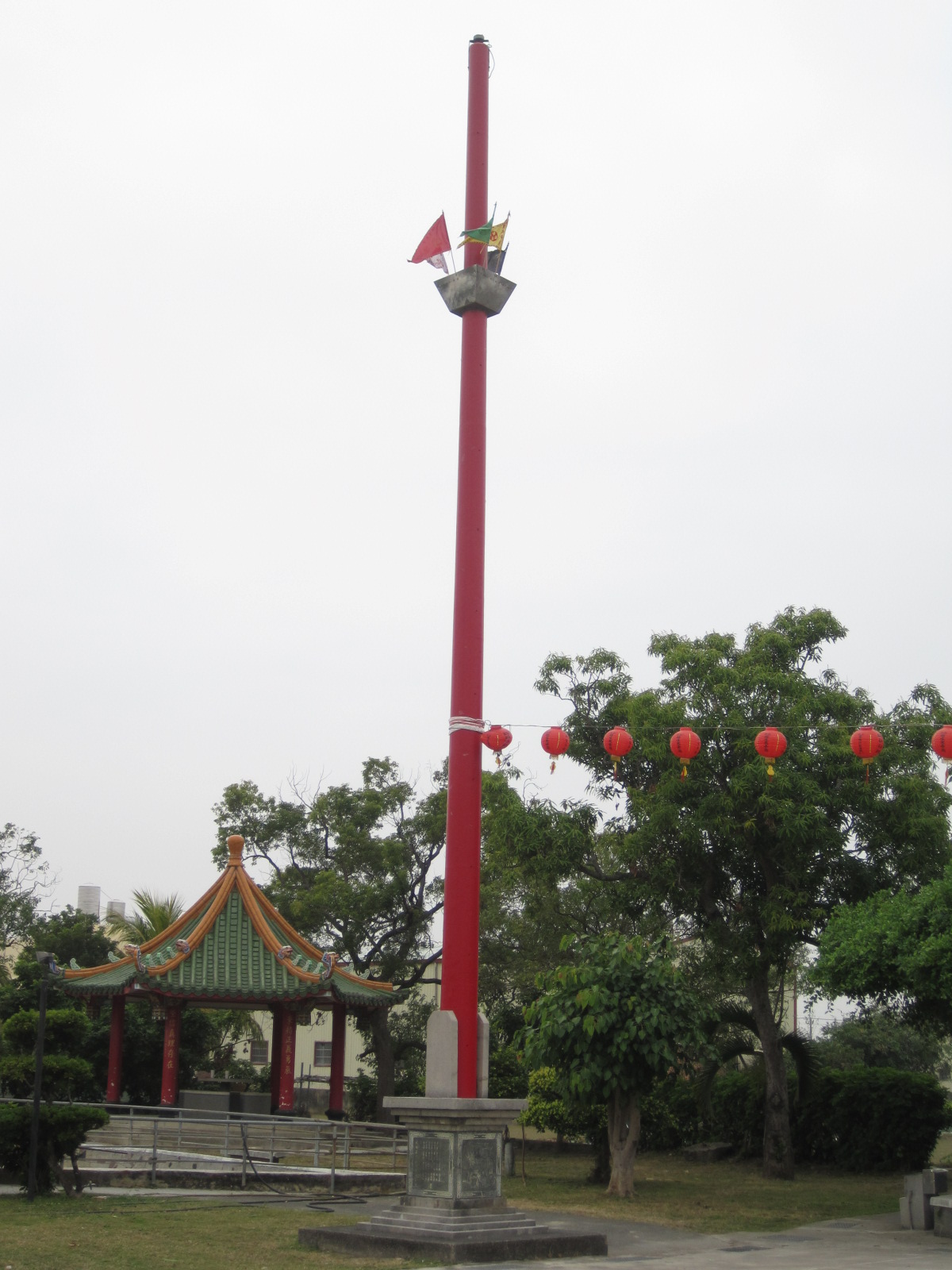
旗桿

新化保生大帝廟位於臺灣臺南市新化區洋仔，主祀保生大帝，又稱洋港大帝宮、保生大帝宮，俗稱「大道公廟」，該廟也是洋仔庄的庄廟。因為文獻記載建於荷治時期，故有學者認為是臺灣首座保生大帝廟，又稱「開臺大道公」。
另外新化原有的鄉土活動「鬥蟋蟀」，自1985年豐榮里長楊進丁發起「鬥蟋蟀比賽」以來，多在夏秋之際於保生大帝廟的廟埕舉辦。

## 沿革

### 立廟由來
新化保生大帝廟在《臺灣縣志》（康熙五十九年，1720年）與《重修臺灣縣志》（乾隆十七年，1752年）已有記載，且寫說該廟在荷蘭人統治臺灣時已興建。另外該廟以青斗石雕刻的觀音菩薩像，背部刻有「明萬曆丙辰年，弟子蔡保禎造」。而就荷蘭東印度公司的文獻資料顯示，約在1659年12月左右時基於宗教與政治因素，荷蘭東印度公司已將大目降社（在今新化區）居民遷到有一名牧師的新港社（在今新市區）以接受更好的基督新教教育，而大目降社的耕地則被荷蘭東印度公司以1500里耳賣給了漢人耕種，故新化地區在荷治時期的確有漢人活動。
由於官方文獻記載該廟建於荷治時期，遂有看法認為新化保生大帝廟是全臺最早的保生大帝廟。

### 發展
新化保生大帝廟在清領時期時，曾在乾隆二十年（1755年）由楊能萬倡議重建，後來在道光年間又重修。同治五年（1866年）由董事楊胤、林貓、黃化、廖玉、沈全、陳芳、蔡亮、楊逝、李英東等人募款，以資金1千3百多銀元進行大修。
到了日治時期，保生大帝廟在明治三十七年（1904年）當地信眾聚資七百圓進行修繕。大正三年（1914年）再修，另據說在此時曾改名「大帝宮」，此廟名後沿用至近年方才改回原名。而後在昭和三年（1928年），董事林德成、陳文山、蕭漢、楊凱風、蔡蓋儀、林鴉母、鄭番、沈盛、楊天乞、林奢等人再次募款重修。
二次大戰後，於民國37年（1948年）經董事陳連進、林大目、鄭從、沈閂、楊明憲、蔡蓋儀、鐘水謨、陳金柱、陳水連、楊枝勇等人募款，進行重修。民國六十三年（1974年）因年久失修且感到舊廟不敷使用，遂進行重建，於該年7月落成。而也是在此次重修中，發現廟中觀音像是明朝萬曆四十四年（1616年）所刻的古物。到了民國96年（2007年），因為漏水問題再次整修，並於完工後（2010年）舉行「五朝慶成祈安清醮」。

## 祀神
- 正殿：保生大帝（脇祀縣令江仙官、主簿張聖者）、中壇元帥、下壇將軍、文昌帝君、玄壇元帥、護國尊王、城隍爺、馬元帥

- 後殿：觀音菩薩（脇祀善財、龍女）、十八羅漢、註生娘娘、福德正神

## 傳說
相傳當時大道公渡海來臺時，船上有一名知縣，祂向知縣顯靈說要住在「埔羌村八卦宅」。而洋仔地區確有一古地名叫做「洋家府埔羌村八卦宅地理」，據說大道公當年為爭廟地，曾與媽祖發生爭執。但《臺南大道公信仰研究》一書指出，新化保生大帝廟既然在荷治時代已存在，建廟之初怎會有知縣來臺，且當時新化地區應無媽祖信仰。

## 外部連結
新化保生大帝廟粉絲專頁 （页面存档备份，存于）